# Axel Hägerström

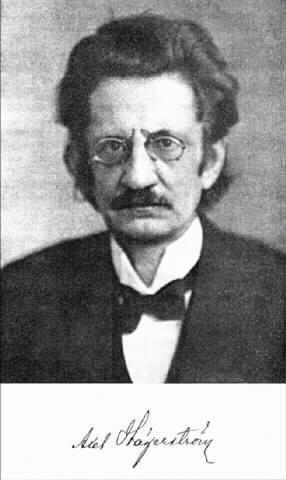
Axel Hägerström.

Axel Anders Theodor Hägerström (Vireda, 6 de septiembre de 1868-Upsala, 7 de julio de 1939) fue un filósofo y jurista sueco. Fue hijo de un pastor de la iglesia sueca. Estudió inicialmente Teología en la Universidad de Upsala, carrera que luego abandonó para estudiar filosofía. Enseñó a su vez en dicha Universidad desde 1893 hasta retirarse en 1933. Su doctrina filosófica se contraponía al idealismo de los seguidores de Christopher Jacob Boström (1797-1866) dominante en esa época.
Es conocido como el fundador de corriente filosófica llamada escuela "cuasi-positivista" de Upsala, que era la contrapartida sueca de las escuelas de filosofía analítica anglo-americana y del positivismo lógico del Círculo de Viena. Asimismo, se le considera el fundador del Movimiento del Realismo Legal Escandinavo. 
Algunos de sus trabajos fueron publicados por la Biblioteca Muirhead de Filosofía. Fue inspector de la nación Östgöta de 1925 hasta su retiro en 1933.

## Contribución al entendimiento legal
El campo jurisprudencial del realismo legal, en términos generales, consiste en aquellos expertos quienes rechazan estrictamente el concepto de ley natural y quienes creen que los conceptos legales, la terminología y los valores deben estar basados en la experiencia, la observación y la experimentación y son entonces “reales”. Esta visión empírica o escéptica tomada de los “realistas” puede ser contrastada con una visión más racional tomada por otros como H.L.A. Hart, el filósofo inglés, quien tomó una aproximación más formal y tuvo la opinión de que tales conceptos pueden sobrevivir a través de la sola aplicación de un razonamiento a priori o lógico.  
Hägerström es considerado como el padre fundador de la Escuela Escandinava del realismo legal. Sus discípulos Karl Olivecrona, Alf Ross y Anders Vilhelm Lundstedt tomaron un punto de vista similar al de Hägerström en sus opiniones sobre el lenguaje del derecho occidental. Debido a su veredicto sobre la ley natural, ellos también rechazaron el concepto de derechos humanos.
Hägerström, quien había sido influenciado por el neokantismo de la Escuela de Marburgo, rechazó completamente la metafísica. Su lema fue "Praeterea censeo metaphysicam esse delendam" (“soy también de la opinión de que destruida sea la metafísica”), parafraseando el famoso “delanda Carthago” de Catón. Su opinión acerca de palabras como “derecho” y “deber” fue de que básicamente no tenían significado en tanto que no podían ser científicamente verificadas o probadas. Estas pueden tener influencia o ser capaces de dirigir a una persona quien obtiene tal derecho o deber pero últimadamente, si tales palabras no pueden soportar una prueba factual, son meras fantasías. 
Similarmente, Hägerström veía el valor de los juicios como expresiones meramente emocionales usando la forma de juicio sin serlo en el sentido propio de la palabra. Esta posición causó a Hägerström críticas que caracterizaron su filosofía como de “valor nihilista”, una etiqueta que fue inventada por periodistas y luego apoyada por algunos seguidores menos ortodoxos, marcadamente por Ingmar Hedenius.  
Hägerström atacó varios términos y conceptos legales en sus escritos dirigidos a probar que no podían soportar una aplicación científica.

## Publicaciones
- Aristoteles etiska grundtankar och deras teoretiska förutsättningar, Upsala, Akamemiska boktrykeriet, E. Berling, 1893
- 'Axel Hägerström', Filosofiskt lexikon, ed Alfred Ahlberg, Natur och Kultur, Third edition, 1951
- Philosophy and Religion, (1964), English translation by Robert T. Sandin
- Inquiries into the Nature of Law and Morals, Stockholm: Almqvist & Wiksell, ed. Karl Olivecrona, transl. C. D. Broad.

- Datos: Q792205
- Multimedia: Axel Hägerström / Q792205